# مجلتي (مجلة)
مجلتي هي مجلة أطفال عراقية تصدر عن دار ثقافة الأطفال التابعة لوزارة الثقافة العراقية شهرياً. صدرت لأول مرة عام 1969. توجه المجلة إلى الأطفال من سن السابعة حتى السابعة عشر. تهتم المجلة بشكل ملحوظ بالقصص المصورة المؤلفة والمرسومة من عراقيين. كما اصطبغت باللهجة العامية العراقية المحلية. وتبلغ عدد صفحات القصص المصورة 9 صفحات من بين 20 صفحة ملونة دون أن تحتوي المجلة على مقدمة. الصفحات الأخرى أقرب إلى الاستربس، تتضمن تسالٍ، ومسابقات.
تهتم المجلة بالشعر وبالعلم، وتطنيقات التكنولوجيا، مساهمات القراء، تضم تنوعات عديدة، ليس هناك شعار للمجلة، المجلة تخلو من الاعلانات، سعر المجلة 1000 دينار عام 2019. ليس هناك إشارة إلى مواد العدد عل الغلاف.

## الأبواب
- قصة محلتي
- تكنولوجيا
- بنفكر ونتسلى معا
- عالمنا الجميل.

## فريق العمل
تولى المدير العام رئاسة التحرير باستمرار. وفي عام 1986م تولى رئاسة التحرير فاروق سلوم، وسكرتير التحرير صلاح محمد علي، أما الإخراج الفني لأمان عبد الفتاح، ونهى عبد العزيز. عادة ما يكتب طاقم العاملين في المجلة في ركن صغير على عنوان المجلة الخلف، 

### رؤساء التحرير السابقون
- فاروق يوسف

## الرسامون
عمل في مجلة مجلتي عدد من الرساميين العراقيين المميزين ومن ابرزهم:
- طالب مكي، شغل منصب رئيس الرسامين (كان يرسم قصة احمد وآلة الزمن)
- بسام فرج (كان يرسم قصة شيبوب)
- فيصل لعيبي صاحي، (كان يرسم قصة الحارس نبهان)
- عصام الجبوري (كان يرسم قصة رجال المريخ)
- مؤيد نعمة
- ماهود أحمد
- هيفاء عبد الحسين
- صغوه فريد
- مي الوز
- انطلاق محمد علي
- صفي علي
- حنان سامر

## الكُتَّاب
- عبد الله رؤوف
- فاروق يوسف
- فاروق سلوم
- منذر كريم حسن
- وجعفر صادق محمود
- أحمد مصطفى أحمد
- منى سعيد
- شقيق مهدي
- وعد الرزاق المطلبي
- خيران دواي
- جليل خزعل
- حسن موسى
- فريال فوزي